# St Columba’s Church (Aignish)

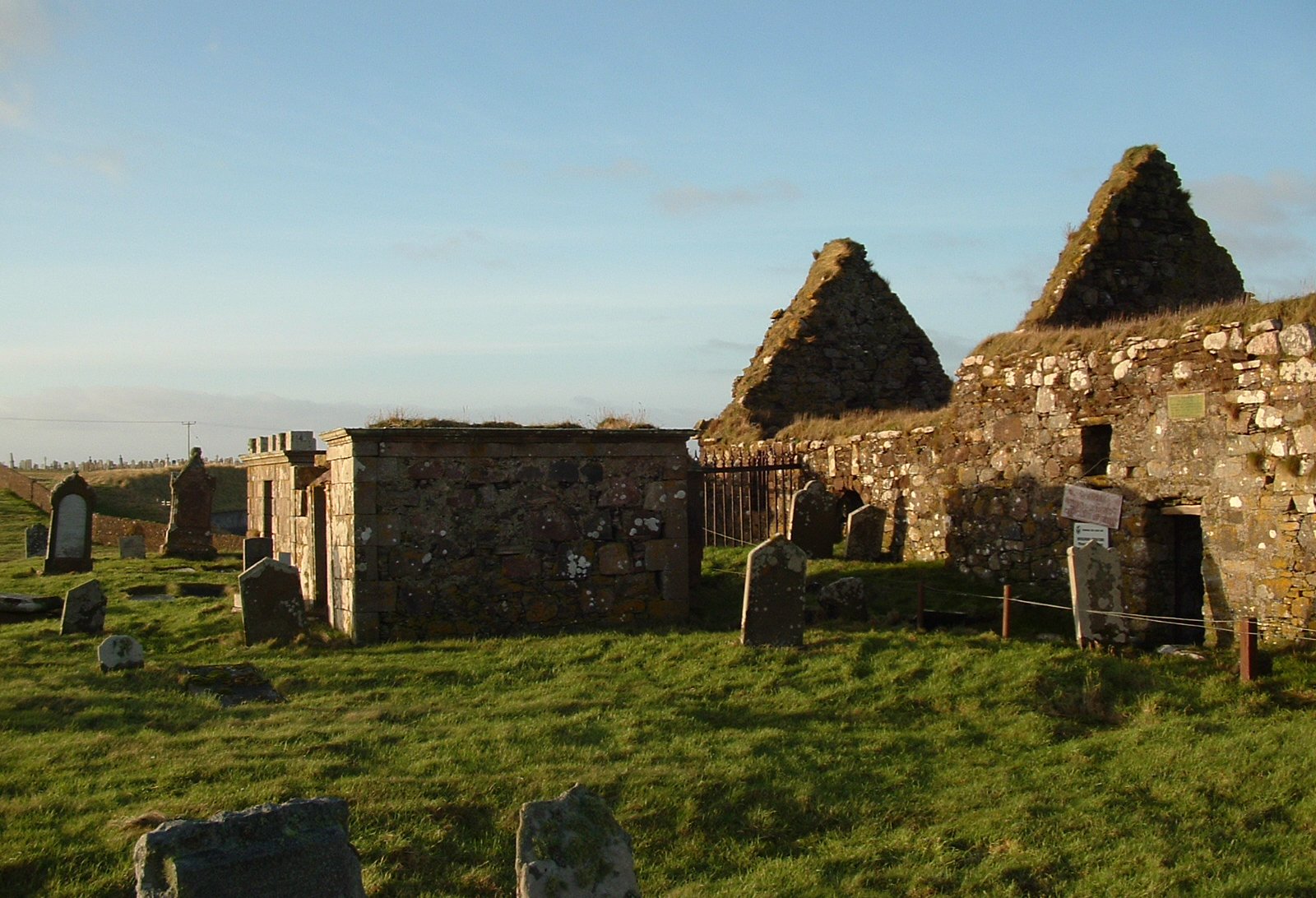
Ruinen der St Columba’s Church

Die St Columba’s Church, auch Chapel of Ui, Chapel of Eye, Old Kirk of Eye, Eye Church, Aignish Church oder Eaglais Na h-Aoidhe, ist eine Kirchenruine auf der schottischen Hebrideninsel Lewis. 1971 wurde das Bauwerk mit umgebendem Friedhof in die schottischen Denkmallisten in der höchsten Kategorie A aufgenommen. 2015 wurde die Eintragung geändert und bezieht sich nun ausschließlich auf den Friedhof. Die Kirchenruine ist hingegen als Scheduled Monument geschützt.

## Geschichte
Bereits der Heilige Cathan, ein Zeitgenosse des Heiligen Columban, dem die Kirche geweiht ist, errichtete im sechsten oder siebten Jahrhundert eine Kapelle an diesem Ort. Wann das heutige Kirchengebäude errichtet wurde, ist nicht exakt überliefert. Man geht jedoch davon aus, dass es aus dem 14. Jahrhundert stammt und im 15. oder frühen 16. Jahrhundert erweitert wurde. Im Jahre 1829 wurde der letzte Gottesdienst in der Kirche abgehalten. Küstenerosion bedrohte das heute nur als Ruine erhaltene Bauwerk, weshalb die Küste an diesem Abschnitt stabilisiert wurde.

## Beschreibung
Die St Columba’s Church liegt auf der im Nordosten der Doppelinsel Lewis and Harris befindlichen Halbinsel Eye. Sie liegt direkt an der Küste nahe der Landenge zur Insel Lewis nahe der Ortschaft Aignish und überblickt die Broad Bay. Das etwa 80 cm mächtige Mauerwerk des rund 19 m × 5 m messenden Gebäudes besteht aus Bruchstein. Im 15. oder frühen 16. Jahrhundert wurde an der Westseite ein rund sieben Meter langer Gebäudeteil angefügt und der Westgiebel überarbeitet. Das ehemalige Satteldach der Kirche ist heute nicht mehr vorhanden. Ursprünglich befand sich der Eingang an der Südseite, wurde jedoch zwischenzeitlich verschlossen. Es existieren mehrere Grabnischen, in welchen Mitglieder des Clans MacLeod beigesetzt wurden. Dieser Bereich war früher durch eine Holzverkleidung vom Kirchenschiff abgetrennt. In eine Wand sind zwei verzierte Kreuzplatten eingelassen. Außerhalb der Kirche befindet sich der zugehörige Friedhof, der von einer Bruchsteinmauer umfriedet ist.